# Eucalyptus blakelyi
Eucalyptus blakelyi, conocido como el eucalipto rojo de Blakely (Blakelys red gum) es un árbol común de eucalipto en las mesetas de Nueva Gales del Sur y áreas adyacentes en Queensland y Victoria. 

## Descripción
Crece a una altura de 20 metros de alto, el tronco es liso con escamas mudándose de la corteza, revelando colores rojos, rosas, amarillos, grises y cafés. Esta especie es con frecuencia víctima de Phytophthora cinnamomi (dieback).

## Taxonomía
Eucalyptus blakelyi fue descrita por Joseph Maiden y publicado en A Critical Revision of the Genus Eucalyptus 4: 43. 1917.
Etimología
Eucalyptus: nombre genérico que proviene del griego antiguo: eû = "bien, justamente" y kalyptós = "cubierto, que recubre". En Eucalyptus L'Hér., los pétalos, soldados entre sí y a veces también con los sépalos, forman parte del opérculo, perfectamente ajustado al hipanto, que se desprende a la hora de la floración.
blakelyi: epíteto otorgado en honor del botánico William Faris Blakely.
Sinonimia
- Eucalyptus blakelyi var. irrorata Blakely
- Eucalyptus blakelyi var. parvifructa Blakely	[4][5]

## Bibliograría
1. Flora of China Editorial Committee. 2007. Flora of China (Clusiaceae through Araliaceae). 13: 1–548. In C. Y. Wu, P. H. Raven & D. Y. Hong (eds.) Fl. China. Science Press & Missouri Botanical Garden Press, Beijing & St. Louis.

- «Eucalyptus blakelyi». PlantNET - NSW Flora Online. Consultado el 22 de marzo de 2010.
- A Field Guide to Eucalypts - Brooker & Kleinig volume 1, ISBN 0-909605-62-9 page165

- Datos: Q2069230
- Multimedia: Eucalyptus blakelyi / Q2069230
- Especies: Eucalyptus blakelyi